# Malause
Malause é uma comuna francesa na região administrativa de Occitânia, no departamento de Tarn-et-Garonne. Estende-se por uma área de 11,9 km². Em 2010 a comuna tinha 1 194 habitantes (densidade: 100,3 hab./km²).